# 岩手県道・秋田県道12号花巻大曲線
岩手県道・秋田県道12号花巻大曲線（いわてけんどう・あきたけんどう12ごう はなまきおおまがりせん）は、岩手県花巻市から秋田県仙北郡美郷町を経由し大仙市に至る県道（主要地方道）。

## 概要
岩手県側では、通称中山街道と呼ばれる。県境付近に約3キロメートルの通行不能区間がある。秋田県側では仙北郡美郷町六郷までが単独区間で、美郷町から終点まで国道13号と重複する。

### 路線データ
- 総延長：?? km（岩手県側重複区間・未供用の距離不明）
  - 秋田県側：28.650 km[2]
- 実延長 : 78.76 km
  - 岩手県側：61.6895 km[3]
  - 秋田県側：17.070 km[2]
- 起点 : 岩手県花巻市高木第19地割93番11地先（花巻東BP矢沢交差点・国道4号、国道283号交点）[4]
- 終点 : 秋田県大仙市富士見町176番2（富士見町交差点・国道13号上・国道105号交点、秋田県道36号起点）[5]
- 未供用区間 : 岩手県和賀郡西和賀町下前 - 秋田県横手市山内大松川字小松根沢山3番2[5][6]間（秋田県側2.2 km[2]）

## 歴史
- 1959年（昭和34年）
  - 2月17日 - 大野六郷線として秋田県側の区間が県道に認定される[7]。
  - 3月31日 - 花巻六郷線として岩手県側の区間が県道に認定される[8]。
- 1971年（昭和46年）6月26日 - 県道鱒沢花巻線の一部、県道花巻六郷線が、花巻大曲線として建設省（現・国土交通省）から主要地方道の指定を受ける[9]。
- 1972年（昭和47年）
  - 3月30日 - 秋田県側の区間が県道に認定される[5]。
  - 4月11日 - 岩手県側の区間が県道に認定される[3]。
- 1993年（平成5年）5月11日 - 建設省により改めて主要地方道の指定を受ける[10]。
- 2012年（平成24年）4月3日 - 花巻市内のルート変更及び起点の変更が実施される[11]。
- 2014年（平成26年） - 秋田県側の一部供用区間が廃止される[6]。
- 2015年（平成27年）4月1日 - 起点が変更される[4]とともに、東北自動車道花巻南ICまでの分岐区間が岩手県道299号花巻南インター線として分離される[12]。

## 路線状況

### 通称
岩手県側
中山街道
秋田県側
荒川街道

### 重複区間

#### 岩手県側重複区間
- 岩手県道1号盛岡横手線：西和賀町沢内字川舟第32地割 - 西和賀町清水ケ野18地割

#### 秋田県側重複区間
- 秋田県道11号角館六郷線：仙北郡美郷町六郷字馬場155番1 - 仙北郡美郷町六郷字赤城47番2（国道13号交点）[5]
- 国道13号：仙北郡美郷町六郷字赤城・交点 - 大仙市富士見町176番2（国道105号・交点、終点）[5]

### 冬期閉鎖区間

#### 岩手県側冬期閉鎖区間
- 岩手県花巻市豊沢豊沢ダム - 同市南豊沢
- 岩手県花巻市北豊沢 - 和賀郡西和賀町沢内字川舟（湯の沢橋）
- 岩手県花巻市南豊沢 - 和賀郡西和賀町小倉山
- 岩手県和賀郡西和賀町下前地内

#### 秋田県側冬期閉鎖区間
- 区間 : 秋田県仙北郡美郷町黒森山 - 仙北郡美郷町妻の神（潟尻ダム）[13]
  - 期日 : 11月下旬 - 翌年5月[14]

### 交通不能区間
秋田県側
秋田県横手市山内大松川向大台 - 秋田県横手市山内大松川喜助沢、3.6 km

## 地理

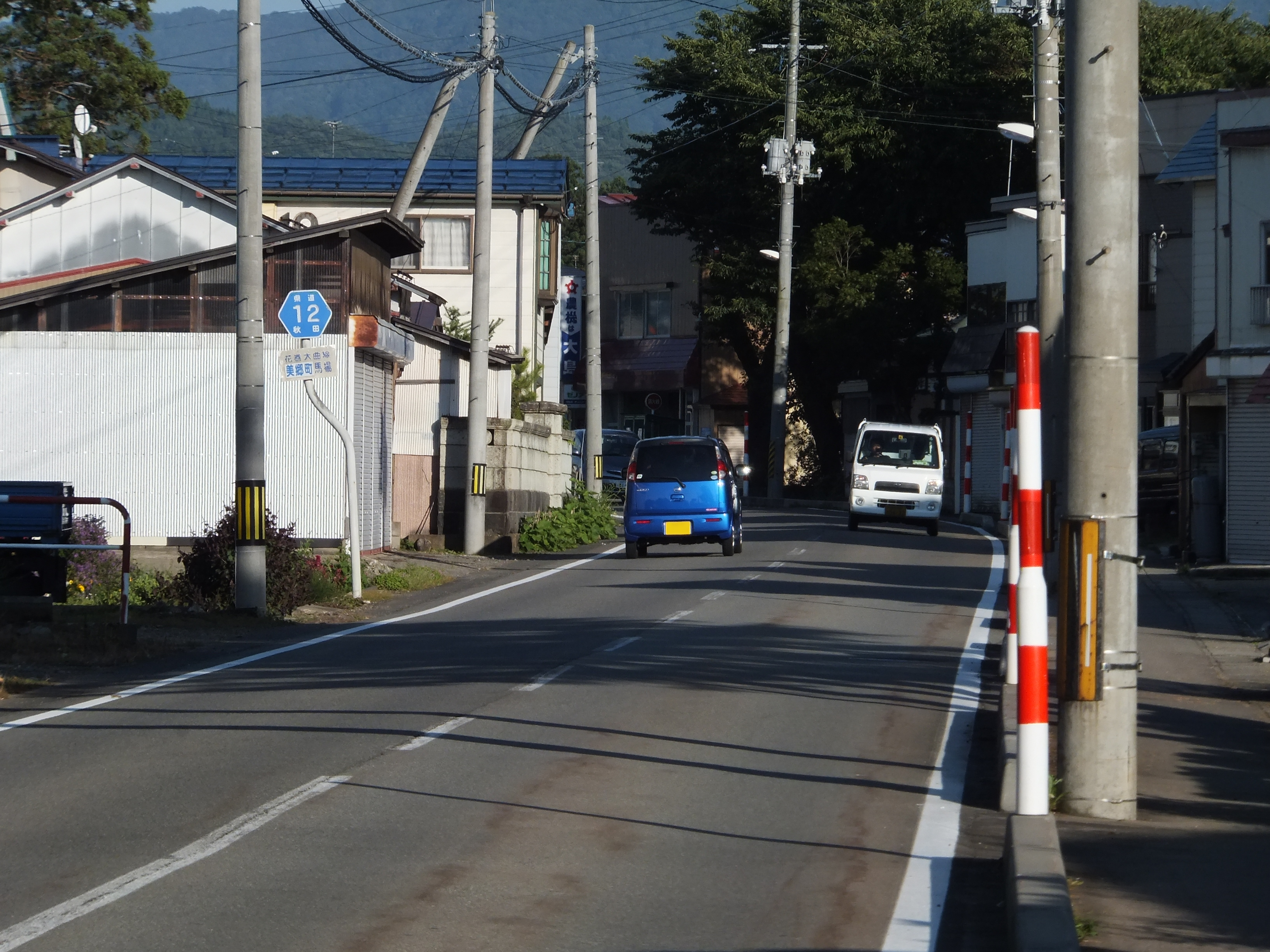
単独区間の終点付近、美郷町馬場にて

### 通過する自治体
- 岩手県
  - 花巻市 - 和賀郡西和賀町
- 秋田県
  - 横手市 - 仙北郡美郷町 - 大仙市

### 交差する道路
| 施設名 | 接続路線名                                                | 備考                     | 所在地 | 所在地                                                        |
| --- | --------------------------------------------------------- | ------------------------ | ------ | ------------------------------------------------------------- |
| 花巻東バイパス矢沢交差点 | 国道4号・国道283号                                        |                          | 岩手県 | 花巻市高木                                                    |
| 朝日大橋西交差点 | 岩手県道298号山の神西宮野目線                             |                          | 岩手県 | 花巻市豊沢町                                                  |
| | 岩手県道103号花巻和賀線                                   |                          | 岩手県 | 花巻市桜木町                                                  |
| | 岩手県道299号花巻南インター線                             |                          | 岩手県 | 花巻市上根子字欠端                                            |
| | 岩手県道13号盛岡和賀線                                    |                          | 岩手県 | 花巻市上根子字法領                                            |
| | 岩手県道37号花巻平泉線                                    |                          | 岩手県 | 花巻市湯口字蟹沢                                              |
| | 岩手県道297号花巻停車場花巻温泉郷線                       |                          | 岩手県 | 花巻市鉛字西鉛                                                |
| | 岩手県道234号花巻雫石線                                   |                          | 岩手県 | 花巻市豊沢字桑木田                                            |
| | 岩手県道1号盛岡横手線                                     | 盛岡方面                 | 岩手県 | 西和賀町沢内字川舟第32地割                                    |
| 県道1号重複区間 |                                                           |                          |        |                                                               |
| | 岩手県道1号盛岡横手線                                     | 湯田方面                 | 岩手県 | 西和賀町清水ケ野18地割                                        |
| 岩手県側（和賀郡西和賀町下前北緯39度22分55.32秒 東経140度42分28.65秒）から 秋田県側（横手市山内大松川字小松根沢山3番2北緯39度22分46.9秒 東経140度38分12.8秒）まで未供用または通行不能区間 |                                                           |                          |        |                                                               |
| | 奥羽山麓大規模農道（みずほの里ロード）                    |                          | 秋田県 | 仙北郡美郷町六郷東根北緯39度24分54.42秒 東経140度35分21.87秒  |
| 六郷馬場交差点 | 秋田県道11号角館六郷線                                    | 単独区間はここまで       | 秋田県 | 仙北郡美郷町六郷字馬場北緯39度25分11.7秒 東経140度33分11.07秒 |
| 赤城交差点 | 国道13号                                                  | 県道11号終点             | 秋田県 | 仙北郡美郷町六郷字赤城北緯39度24分54.55秒 東経140度33分1.99秒 |
| 以下、国道13号重複区間 |                                                           |                          |        |                                                               |
| 側清水交差点 | 秋田県道116号川西六郷線 （=秋田県道263号熊堂六郷線 重複） | 県道116号・県道263号終点 | 秋田県 | 仙北郡美郷町六郷字小安門                                      |
| 和合IC 和合交差点 | 大曲西道路（国道105号）                                   |                          | 秋田県 | 大仙市和合                                                    |
| 戸蒔交差点 | 秋田県道13号湯沢雄物川大曲線                              | 県道13号終点             | 秋田県 | 大仙市戸蒔字谷地                                              |
| | 秋田県道50号大曲田沢湖線 （=秋田県道305号千畑大曲線重複） |                          | 秋田県 | 大仙市高梨                                                    |
| 富士見町交差点 | 国道13号 国道105号（=秋田県道36号大曲大森羽後線重複）     | 終点 秋田県道36号起点    | 秋田県 | 大仙市富士見町                                                |

### 主な峠
- 笹峠 - 県境付近の当路線計画ルート上に存在する。
- 黒森峠

### 沿線の施設など
- 花巻郵便局
- JR東日本 東北本線 花巻駅
- 豊沢ダム